# Валиуллин, Рустам Абделсаматович
Руста́м Абделсама́тович Валиу́ллин (тат. Rөstəm Ğabdelsamat uğlı Wəliullin, Рөстәм Габделсамат улы Вәлиуллин, белор. Рустам Валіулін; 24 июня 1976, Ульяновск) — белорусский биатлонист. Занимается биатлоном с 1985 года. Член олимпийской сборной команды Беларуси по биатлону на Олимпиадах в Ванкувере (2010), Олимпиадах в Турине (2006) и Солт-Лэйк-Сити (2002). Этнический татарин. Живёт в Минске.
Завершил карьеру в сезоне 2012/2013 годов.

## Кубок мира
- 1999—2000 — 63-е место (6 очков)
- 2000—2001 — 79-е место (3 очка)
- 2001—2002 — 85-е место (6 очков)
- 2002—2003 — 37-е место (127 очков)
- 2003—2004 — 34-е место (145 очков)
- 2004—2005 — 46-е место (72 очка)
- 2005—2006 — 32-е место (161 очко)
- 2006—2007 — 44-е место (61 очко)
- 2007—2008 — 51-е место (58 очков)
- 2008—2009 — 30-е место (279 очков)
- 2009—2010 — 56-е место (94 очка)

## Достижения
- Чемпионаты мира:
  - Бронзовая медаль, эстафета — 2003
  - 4-е место, эстафета — 2000
  - 4-е место, эстафета — 2004
  - 4-е место, эстафета — 2005
  - Серебряная медаль, смешанная эстафета — 2008
- Кубок мира:
  - Высшее место:
    - 33-е место в общем зачёте в сезоне 05/06
- Участник Олимпийских игр 2002 года , 2006 года и 2010 года.

## Личная жизнь
Отец, Абделсамат Валиуллин, также занимался биатлоном, был чемпионом СССР в командной гонке (1975).